# Trophée Gol Televisión
Le Trophée Gol Televisión ou Trophée Gol TV est une récompense délivrée par la chaîne catalane de la TDT privée Gol Televisión chaque mois au meilleur buteur du mois de la Liga BBVA depuis la saison 2009-2010.

## Règlement
Dans le cas où deux ou plusieurs joueurs terminent le mois avec le même nombre de buts, les systèmes de départage sont les suivants:

 1 : Nombre de buts inscrits (+)

 2 : Temps de jeu total en minutes (-)

 3 : Nombre de pénaltys (-)

## Palmarès
Le palmarès du Trophée Gol Televisión s'établit comme suit.
| Mois      | Joueur              | Équipe           | Buts |
| --------- | ------------------- | ---------------- | ---- |
| Septembre | David Villa         | Valence CF       | 6    |
| Octobre   | Seydou Keita        | FC Barcelone     | 4    |
| Novembre  | Sergio Agüero       | Atlético Madrid  | 4    |
| Décembre  | Gonzalo Higuaín     | Real Madrid      | 5    |
| Janvier   | Lionel Messi        | FC Barcelone (2) | 6    |
| Février   | Gonzalo Higuaín (2) | Real Madrid (2)  | 5    |
| Mars      | Lionel Messi (2)    | FC Barcelone (3) | 8    |
| Avril     | Mohammed Tchité     | Racing Santander | 4    |
| Mai       | Lionel Messi (3)    | FC Barcelone (4) | 7    |

| Mois      | Joueur                | Équipe           | Buts |
| --------- | --------------------- | ---------------- | ---- |
| Septembre | Nilmar                | Villarreal CF    | 4    |
| Octobre   | Cristiano Ronaldo     | Real Madrid (3)  | 10   |
| Novembre  | Lionel Messi (4)      | FC Barcelone (5) | 6    |
| Décembre  | Lionel Messi (5)      | FC Barcelone (6) | 4    |
| Janvier   | Pedro                 | FC Barcelone (7) | 6    |
| Février   | Lionel Messi (6)      | FC Barcelone (8) | 5    |
| Mars      | Karim Benzema         | Real Madrid (4)  | 7    |
| Avril     | Roberto Soldado       | Valence CF (2)   | 8    |
| Mai       | Cristiano Ronaldo (2) | Real Madrid (5)  | 11   |

| Mois      | Joueur                | Équipe            | Buts |
| --------- | --------------------- | ----------------- | ---- |
| Septembre | Lionel Messi (7)      | FC Barcelone (9)  | 8    |
| Octobre   | Gonzalo Higuaín (3)   | Real Madrid (6)   | 8    |
| Novembre  | Cristiano Ronaldo (3) | Real Madrid (7)   | 6    |
| Décembre  | Cristiano Ronaldo (4) | Real Madrid (8)   | 4    |
| Janvier   | Fernando Llorente     | Athletic Bilbao   | 5    |
| Février   | Lionel Messi (8)      | FC Barcelone (10) | 6    |
| Mars      | Lionel Messi (9)      | FC Barcelone (11) | 8    |
| Avril     | Lionel Messi (10)     | FC Barcelone (12) | 7    |
| Mai       | Lionel Messi (11)     | FC Barcelone (13) | 7    |

| Mois      | Joueur                | Équipe              | Buts |
| --------- | --------------------- | ------------------- | ---- |
| Septembre | Radamel Falcao        | Atlético Madrid (2) | 7    |
| Octobre   | Lionel Messi (12)     | FC Barcelone (14)   | 7    |
| Novembre  | Lionel Messi (13)     | FC Barcelone (15)   | 6    |
| Décembre  | Lionel Messi (14)     | FC Barcelone (16)   | 7    |
| Janvier   | Cristiano Ronaldo (5) | Real Madrid (9)     | 7    |
| Février   | Lionel Messi (15)     | FC Barcelone (17)   | 5    |
| Mars      | Lionel Messi (16)     | FC Barcelone (18)   | 5    |
| Avril     | Mesut Özil            | Real Madrid (10)    | 4    |
| Mai       | Roberto Soldado (2)   | Valence CF (3)      | 6    |

| Mois      | Joueur                | Équipe            | Buts |
| --------- | --------------------- | ----------------- | ---- |
| Septembre | Lionel Messi (17)     | FC Barcelone (19) | 8    |
| Octobre   | Antoine Griezmann     | Real Sociedad     | 5    |
| Novembre  | Cristiano Ronaldo (6) | Real Madrid (10)  | 6    |
| Décembre  | Javi Guerra           | Real Valladolid   | 4    |
| Janvier   | Ikechukwu Uche        | Villarreal CF (2) | 6    |
| Février   | Lionel Messi (18)     | FC Barcelone (20) | 6    |
| Mars      | Lionel Messi (19)     | FC Barcelone (21) | 9    |
| Avril     | Kevin Gameiro         | Séville FC        | 6    |
| Mai       | Charles               | Celta Vigo        | 2    |

| Mois      | Joueur                 | Équipe              | Buts |
| --------- | ---------------------- | ------------------- | ---- |
| Septembre | Cristiano Ronaldo (7)  | Real Madrid (11)    | 10   |
| Octobre   | Cristiano Ronaldo (8)  | Real Madrid (12)    | 6    |
| Novembre  | Karim Benzema (2)      | Real Madrid (13)    | 4    |
| Décembre  | Cristiano Ronaldo (9)  | Real Madrid (14)    | 5    |
| Janvier   | Lionel Messi (20)      | FC Barcelone (22)   | 6    |
| Février   | Lionel Messi (21)      | FC Barcelone (23)   | 6    |
| Mars      | Lionel Messi (22)      | FC Barcelone (24)   | 5    |
| Avril     | Antoine Griezmann (2)  | Atlético Madrid (3) | 8    |
| Mai       | Cristiano Ronaldo (10) | Real Madrid (15)    | 9    |

| Mois      | Joueur            | Équipe            | Buts |
| --------- | ----------------- | ----------------- | ---- |
| Septembre | Karim Benzema (3) | Real Madrid (16)  | 5    |
| Octobre   | Neymar            | FC Barcelone (25) | 6    |
| Novembre  | Neymar (2)        | FC Barcelone (26) | 5    |
| Décembre  | Karim Benzema (4) | Real Madrid (17)  | 5    |
| Janvier   | Borja Bastón      | SD Eibar          | 7    |
| Février   |                   |                   |      |
| Mars      |                   |                   |      |
| Avril     |                   |                   |      |
| Mai       |                   |                   |      |

### Buteurs du mois dernier(janvier)
| Rang | Joueur            | Club           | Buts Note 1 | Min. Note 2 | Pen. Note 3 |
| ---- | ----------------- | -------------- | ----------- | ----------- | ----------- |
| 1    | Borja Bastón      | SD Eibar       | 7           | 373         | 2           |
| 2    | Karim Benzema     | Real Madrid    | 7           | 386         | 0           |
| 3    | Lionel Messi      | FC Barcelone   | 6           | 405         | 1           |
| 4    | Gareth Bale       | Real Madrid    | 5           | 209         | 0           |
| 5    | Kevin Gameiro     | Séville FC     | 5           | 363         | 1           |
| 5    | Antonio Sanabria  | Sporting Gijón | 5           | 363         | 1           |
| 7    | Cristiano Ronaldo | Real Madrid    | 5           | 450         | 1           |

| Joueurs ayant inscrit quatre buts | Joueurs ayant inscrit quatre buts | Joueurs ayant inscrit quatre buts | Joueurs ayant inscrit quatre buts | Joueurs ayant inscrit quatre buts | Joueurs ayant inscrit quatre buts |
| --------------------------------- | --------------------------------- | --------------------------------- | --------------------------------- | --------------------------------- | --------------------------------- |
| 8                                 | José Luis Morales                 | Levante UD                        | Levante UD                        | Levante UD                        | Levante UD                        |
| 8                                 | Luis Suárez                       | FC Barcelone                      | FC Barcelone                      | FC Barcelone                      | FC Barcelone                      |

| Joueurs ayant inscrit trois buts | Joueurs ayant inscrit trois buts | Joueurs ayant inscrit trois buts | Joueurs ayant inscrit trois buts | Joueurs ayant inscrit trois buts | Joueurs ayant inscrit trois buts |
| -------------------------------- | -------------------------------- | -------------------------------- | -------------------------------- | -------------------------------- | -------------------------------- |
| 10                               | Deyverson                        | Levante UD                       | Levante UD                       | Levante UD                       | Levante UD                       |
| 10                               | Willian José                     | UD Las Palmas                    | UD Las Palmas                    | UD Las Palmas                    | UD Las Palmas                    |
| 10                               | Aritz Aduriz                     | Athletic Bilbao                  | Athletic Bilbao                  | Athletic Bilbao                  | Athletic Bilbao                  |
| 10                               | Jozabed                          | Rayo Vallecano                   | Rayo Vallecano                   | Rayo Vallecano                   | Rayo Vallecano                   |
| 10                               | Bruno Soriano                    | Villarreal CF                    | Villarreal CF                    | Villarreal CF                    | Villarreal CF                    |
| 10                               | Antoine Griezmann                | Atlético Madrid                  | Atlético Madrid                  | Atlético Madrid                  | Atlético Madrid                  |

| Joueurs ayant inscrit deux buts | Joueurs ayant inscrit deux buts | Joueurs ayant inscrit deux buts | Joueurs ayant inscrit deux buts | Joueurs ayant inscrit deux buts | Joueurs ayant inscrit deux buts |
| ------------------------------- | ------------------------------- | ------------------------------- | ------------------------------- | ------------------------------- | ------------------------------- |
| 16                              | Charles                         | Málaga CF                       | Málaga CF                       | Málaga CF                       | Málaga CF                       |
| 16                              | Jonathas                        | Real Sociedad                   | Real Sociedad                   | Real Sociedad                   | Real Sociedad                   |
| 16                              | Neymar                          | FC Barcelone                    | FC Barcelone                    | FC Barcelone                    | FC Barcelone                    |
| 16                              | Cédric Bakambu                  | Villarreal CF                   | Villarreal CF                   | Villarreal CF                   | Villarreal CF                   |
| 16                              | Luis Alberto                    | Deportivo La Corogne            | Deportivo La Corogne            | Deportivo La Corogne            | Deportivo La Corogne            |
| 16                              | Paco Alcácer                    | Valence CF                      | Valence CF                      | Valence CF                      | Valence CF                      |
| 16                              | Sergi Enrich                    | SD Eibar                        | SD Eibar                        | SD Eibar                        | SD Eibar                        |
| 16                              | Moi Gómez                       | Getafe CF                       | Getafe CF                       | Getafe CF                       | Getafe CF                       |
| 16                              | Diego Llorente                  | Rayo Vallecano                  | Rayo Vallecano                  | Rayo Vallecano                  | Rayo Vallecano                  |
| 16                              | Álvaro Negredo                  | Valence CF                      | Valence CF                      | Valence CF                      | Valence CF                      |
| 16                              | Xabier Prieto                   | Real Sociedad                   | Real Sociedad                   | Real Sociedad                   | Real Sociedad                   |
| 16                              | Pablo Sarabia                   | Getafe CF                       | Getafe CF                       | Getafe CF                       | Getafe CF                       |
| 16                              | Tana                            | UD Las Palmas                   | UD Las Palmas                   | UD Las Palmas                   | UD Las Palmas                   |
| 16                              | Iñaki Williams                  | Athletic Bilbao                 | Athletic Bilbao                 | Athletic Bilbao                 | Athletic Bilbao                 |
| 16                              | Takashi Inui                    | SD Eibar                        | SD Eibar                        | SD Eibar                        | SD Eibar                        |
| 16                              | Youssef El-Arabi                | Grenade CF                      | Grenade CF                      | Grenade CF                      | Grenade CF                      |
| 16                              | Roque Santa Cruz                | Málaga CF                       | Málaga CF                       | Málaga CF                       | Málaga CF                       |
| 16                              | John Guidetti                   | Celta Vigo                      | Celta Vigo                      | Celta Vigo                      | Celta Vigo                      |
| 16                              | Juanpi                          | Málaga CF                       | Málaga CF                       | Málaga CF                       | Málaga CF                       |

| Joueurs ayant inscrit un but | Joueurs ayant inscrit un but | Joueurs ayant inscrit un but | Joueurs ayant inscrit un but | Joueurs ayant inscrit un but | Joueurs ayant inscrit un but |
| ---------------------------- | ---------------------------- | ---------------------------- | ---------------------------- | ---------------------------- | ---------------------------- |
| 35                           | Mateo Musacchio              | Villarreal CF                | Villarreal CF                | Villarreal CF                | Villarreal CF                |
| 35                           | Theo Bongonda                | Celta Vigo                   | Celta Vigo                   | Celta Vigo                   | Celta Vigo                   |
| 35                           | Yannick Ferreira Carrasco    | Atlético Madrid              | Atlético Madrid              | Atlético Madrid              | Atlético Madrid              |
| 35                           | Filipe Luís                  | Atlético Madrid              | Atlético Madrid              | Atlético Madrid              | Atlético Madrid              |
| 35                           | Daniel Ndi                   | Sporting Gijón               | Sporting Gijón               | Sporting Gijón               | Sporting Gijón               |
| 35                           | Fabián Orellana              | Celta Vigo                   | Celta Vigo                   | Celta Vigo                   | Celta Vigo                   |
| 35                           | James Rodríguez              | Real Madrid                  | Real Madrid                  | Real Madrid                  | Real Madrid                  |
| 35                           | Ivan Rakitić                 | FC Barcelone                 | FC Barcelone                 | FC Barcelone                 | FC Barcelone                 |
| 35                           | Felipe Caicedo               | Espanyol Barcelone           | Espanyol Barcelone           | Espanyol Barcelone           | Espanyol Barcelone           |
| 35                           | Raúl Albentosa               | Málaga CF                    | Málaga CF                    | Málaga CF                    | Málaga CF                    |
| 35                           | Iago Aspas                   | Celta Vigo                   | Celta Vigo                   | Celta Vigo                   | Celta Vigo                   |
| 35                           | Cala                         | Getafe CF                    | Getafe CF                    | Getafe CF                    | Getafe CF                    |
| 35                           | Ander Capa                   | SD Eibar                     | SD Eibar                     | SD Eibar                     | SD Eibar                     |
| 35                           | Carlos Carmona               | Sporting Gijón               | Sporting Gijón               | Sporting Gijón               | Sporting Gijón               |
| 35                           | Rubén Castro                 | Betis Séville                | Betis Séville                | Betis Séville                | Betis Séville                |
| 35                           | Álvaro Cejudo                | Betis Séville                | Betis Séville                | Betis Séville                | Betis Séville                |
| 35                           | Munir El Haddadi             | FC Barcelone                 | FC Barcelone                 | FC Barcelone                 | FC Barcelone                 |
| 35                           | Aritz Elustondo              | Real Sociedad                | Real Sociedad                | Real Sociedad                | Real Sociedad                |
| 35                           | Vicente Gómez                | UD Las Palmas                | UD Las Palmas                | UD Las Palmas                | UD Las Palmas                |
| 35                           | Adrián González              | SD Eibar                     | SD Eibar                     | SD Eibar                     | SD Eibar                     |
| 35                           | Pablo Hernández              | Rayo Vallecano               | Rayo Vallecano               | Rayo Vallecano               | Rayo Vallecano               |
| 35                           | Vicente Iborra               | Séville FC                   | Séville FC                   | Séville FC                   | Séville FC                   |
| 35                           | Joan Jordán                  | Espanyol Barcelone           | Espanyol Barcelone           | Espanyol Barcelone           | Espanyol Barcelone           |
| 35                           | Keko                         | SD Eibar                     | SD Eibar                     | SD Eibar                     | SD Eibar                     |
| 35                           | Koke                         | Atlético Madrid              | Atlético Madrid              | Atlético Madrid              | Atlético Madrid              |
| 35                           | Pedro León                   | Getafe CF                    | Getafe CF                    | Getafe CF                    | Getafe CF                    |
| 35                           | Ismael López                 | Sporting Gijón               | Sporting Gijón               | Sporting Gijón               | Sporting Gijón               |
| 35                           | Íñigo Martínez               | Real Sociedad                | Real Sociedad                | Real Sociedad                | Real Sociedad                |
| 35                           | Pedro López                  | Levante UD                   | Levante UD                   | Levante UD                   | Levante UD                   |
| 35                           | Sabin Merino                 | Athletic Bilbao              | Athletic Bilbao              | Athletic Bilbao              | Athletic Bilbao              |
| 35                           | Gerard Moreno                | Espanyol Barcelone           | Espanyol Barcelone           | Espanyol Barcelone           | Espanyol Barcelone           |
| 35                           | Dani Parejo                  | Valence CF                   | Valence CF                   | Valence CF                   | Valence CF                   |
| 35                           | Lucas Pérez                  | Deportivo La Corogne         | Deportivo La Corogne         | Deportivo La Corogne         | Deportivo La Corogne         |
| 35                           | Fran Rico                    | Grenade CF                   | Grenade CF                   | Grenade CF                   | Grenade CF                   |
| 35                           | Rubén Rochina                | Grenade CF                   | Grenade CF                   | Grenade CF                   | Grenade CF                   |
| 35                           | Tito Román                   | Rayo Vallecano               | Rayo Vallecano               | Rayo Vallecano               | Rayo Vallecano               |
| 35                           | Manu Trigueros               | Villarreal CF                | Villarreal CF                | Villarreal CF                | Villarreal CF                |
| 35                           | Álvaro Vázquez               | Getafe CF                    | Getafe CF                    | Getafe CF                    | Getafe CF                    |
| 35                           | Jonathan Viera               | UD Las Palmas                | UD Las Palmas                | UD Las Palmas                | UD Las Palmas                |
| 35                           | Vitolo                       | Séville FC                   | Séville FC                   | Séville FC                   | Séville FC                   |
| 35                           | Aymeric Laporte              | Athletic Bilbao              | Athletic Bilbao              | Athletic Bilbao              | Athletic Bilbao              |
| 35                           | Thomas Partey                | Atlético Madrid              | Atlético Madrid              | Atlético Madrid              | Atlético Madrid              |
| 35                           | Giuseppe Rossi               | Levante UD                   | Levante UD                   | Levante UD                   | Levante UD                   |
| 35                           | Isaac Success                | Grenade CF                   | Grenade CF                   | Grenade CF                   | Grenade CF                   |
| 35                           | Stefan Šćepović              | Getafe CF                    | Getafe CF                    | Getafe CF                    | Getafe CF                    |
| 35                           | Yevhen Konoplyanka           | Séville FC                   | Séville FC                   | Séville FC                   | Séville FC                   |
| 35                           | Miku                         | Rayo Vallecano               | Rayo Vallecano               | Rayo Vallecano               | Rayo Vallecano               |
| 35                           | Adalberto Peñaranda          | Grenade CF                   | Grenade CF                   | Grenade CF                   | Grenade CF                   |

## Statistiques
| Joueur | Victoires |
| --- | --------- |
| Lionel Messi | 22        |
| Cristiano Ronaldo | 10        |
| Karim Benzema | 4         |
| Gonzalo Higuaín | 3         |
| Roberto Soldado Antoine Griezmann Neymar | 2         |
| David Villa Seydou Keita Sergio Agüero Mohammed Tchité Nilmar Pedro Fernando Llorente Radamel Falcao Mesut Özil Javi Guerra Ikechukwu Uche Kevin Gameiro Charles Borja Bastón | 1         |

| Club                                                                                          | Victoires |
| --------------------------------------------------------------------------------------------- | --------- |
| FC Barcelone                                                                                  | 26        |
| Real Madrid                                                                                   | 17        |
| Valence CF Atlético Madrid                                                                    | 3         |
| Villarreal CF                                                                                 | 2         |
| Racing Santander Athletic Bilbao Real Sociedad Real Valladolid Séville FC Celta Vigo SD Eibar | 1         |

| Pays                                    | Victoires |
| --------------------------------------- | --------- |
| Argentine                               | 26        |
| Portugal                                | 10        |
| France Espagne                          | 7         |
| Brésil                                  | 4         |
| Mali Burundi Colombie Allemagne Nigeria | 1         |